# Lepanthes craticia
Lepanthes craticia är en orkidéart som beskrevs av Carlyle August Luer. Lepanthes craticia ingår i släktet Lepanthes och familjen orkidéer. Inga underarter finns listade i Catalogue of Life.